# Matteo Gianello
Matteo Gianello (Bovolone, 7 de maio de 1977) é um goleiro italiano que atualmente joga no Napoli.
É goleiro e já passou pelo Chievo, Sampdoria, Siena, Verona e Lodigiani.
Em 2012, Gianello admitiu que manipulou o resultado de um jogo do campeonato italiano de 2010.
Perante os responsáveis do comité disciplinar da Federação Italiana de Futebol, o guardião Gianello assumiu que viciou o resultado do jogo entre a Sampdoria e o Nápoles, a 16 de Maio de 2010, e que terminou com a vitória da equipa de Génova, por 1-0.
Nesse encontro da última jornada do campeonato, a Sampdoria garantiu o quarto lugar e o acesso à Liga dos Campeões da temporada seguinte.
Por ter colaborado com a FIGC, o organismo decidiu reduzir a suspensão de Matteo Gianello para 16 meses.